# ۱۳۸۳ (قمری)
۱۳۸۳ (قمری)، هزار و سیصد و هشتاد و سومین سال در گاهشماری هجری قمری است. اول محرم این سال برابر با بیست و پنجم مه سال ۱۹۶۳ میلادی است.

## وابسته
- محمود شلتوت
- سید محمد صدر